# Station Järna
Järna is een station in de Zweedse gemeente Södertälje aan de westelijke hoofdlijn op 48 km ten zuiden van Station Stockholm-Centraal.

## Geschiedenis
Het station werd geopend op 1 juni 1861 toen de westelijke hoofdlijn van Södertälje tot Järna werd doorgetrokken, op 1 oktober 1861 volgde een verdere verlenging naar Gnesta. Het sluitstuk van de westelijke hoofdlijn kwam op 8 november 1862 gereed waarmee Stockholm en Göteborg per spoor verbonden waren. In 1913 werd Nyköpingsbanan bij Järna aangesloten zodat de treinen van en naar Malmö niet langer via Katrineholm maar de kortere route via Nyköping konden gebruiken. Het eerste stationsgebouw was van hout, maar werd al snel als te klein beschouwd en in 1883 werd het omgebouwd tot personeelswoningen en verplaatst. Het tweede stationsgebouw werd opgetrokken uit steen en kende ook een koninklijke wachtkamer. Het derde stationsgebouw werd in 1915 gebouwd en in 1993 gesloopt.

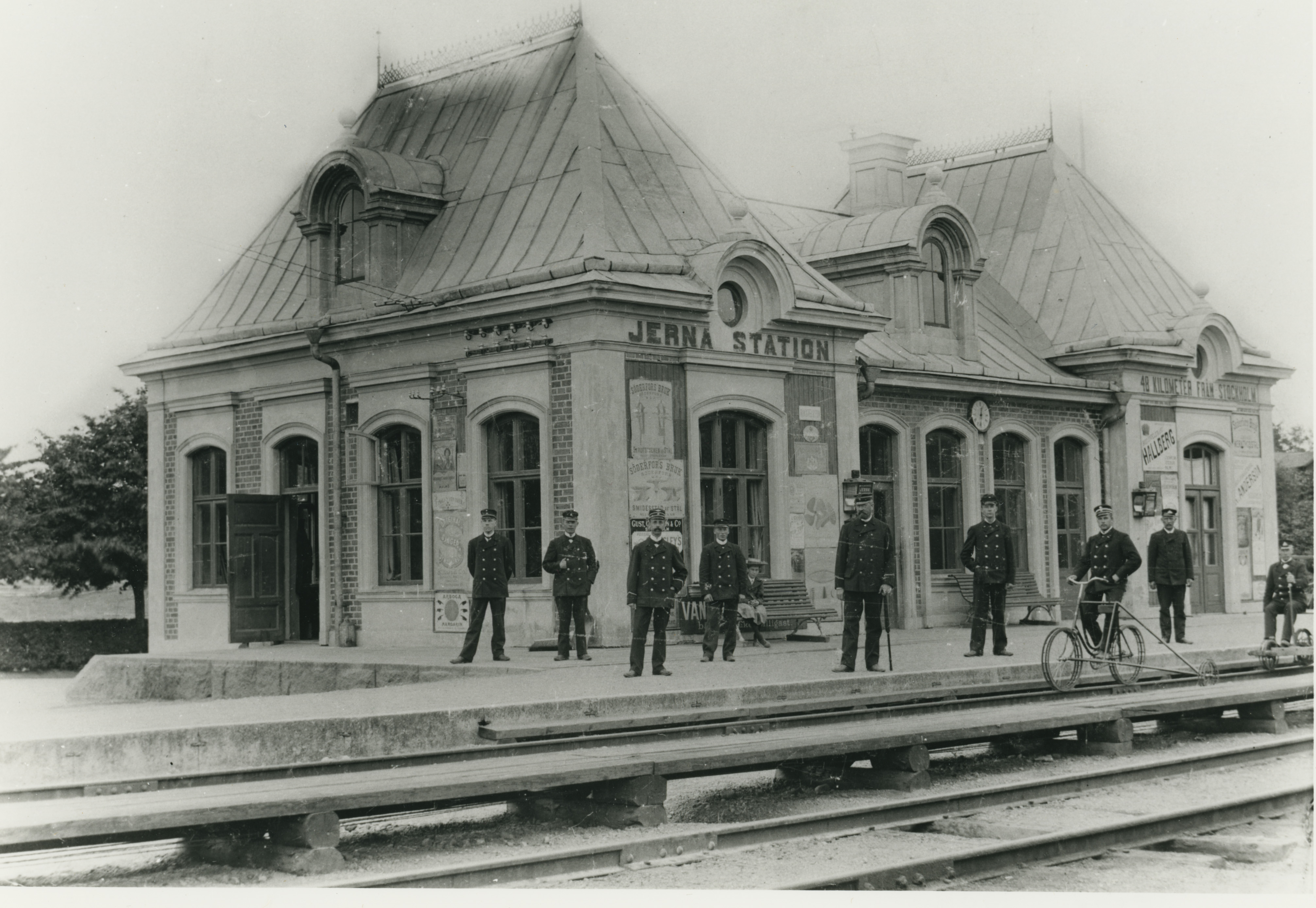
Het stationsgebouw uit 1883.
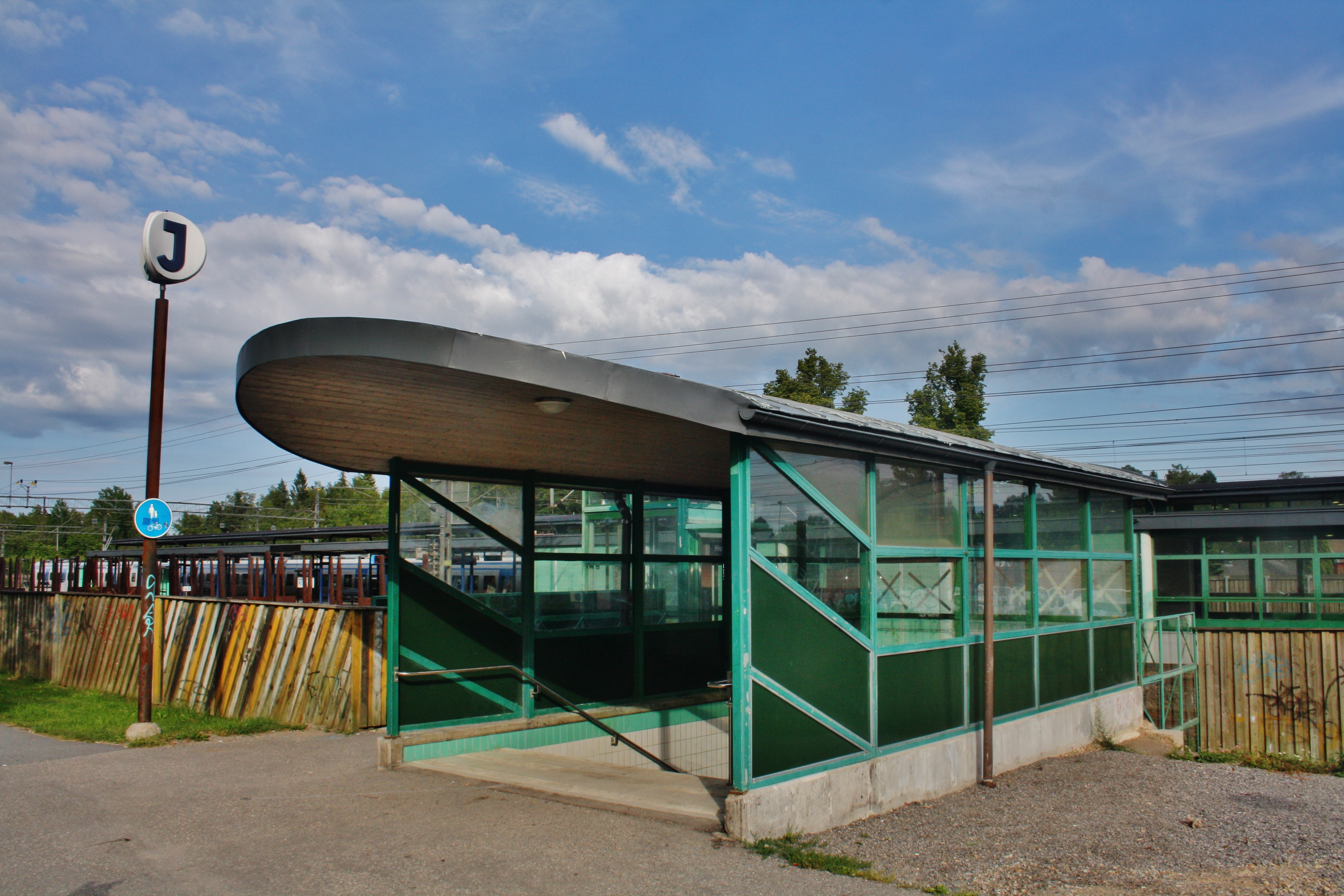
De ingang aan de noordwestzijde.
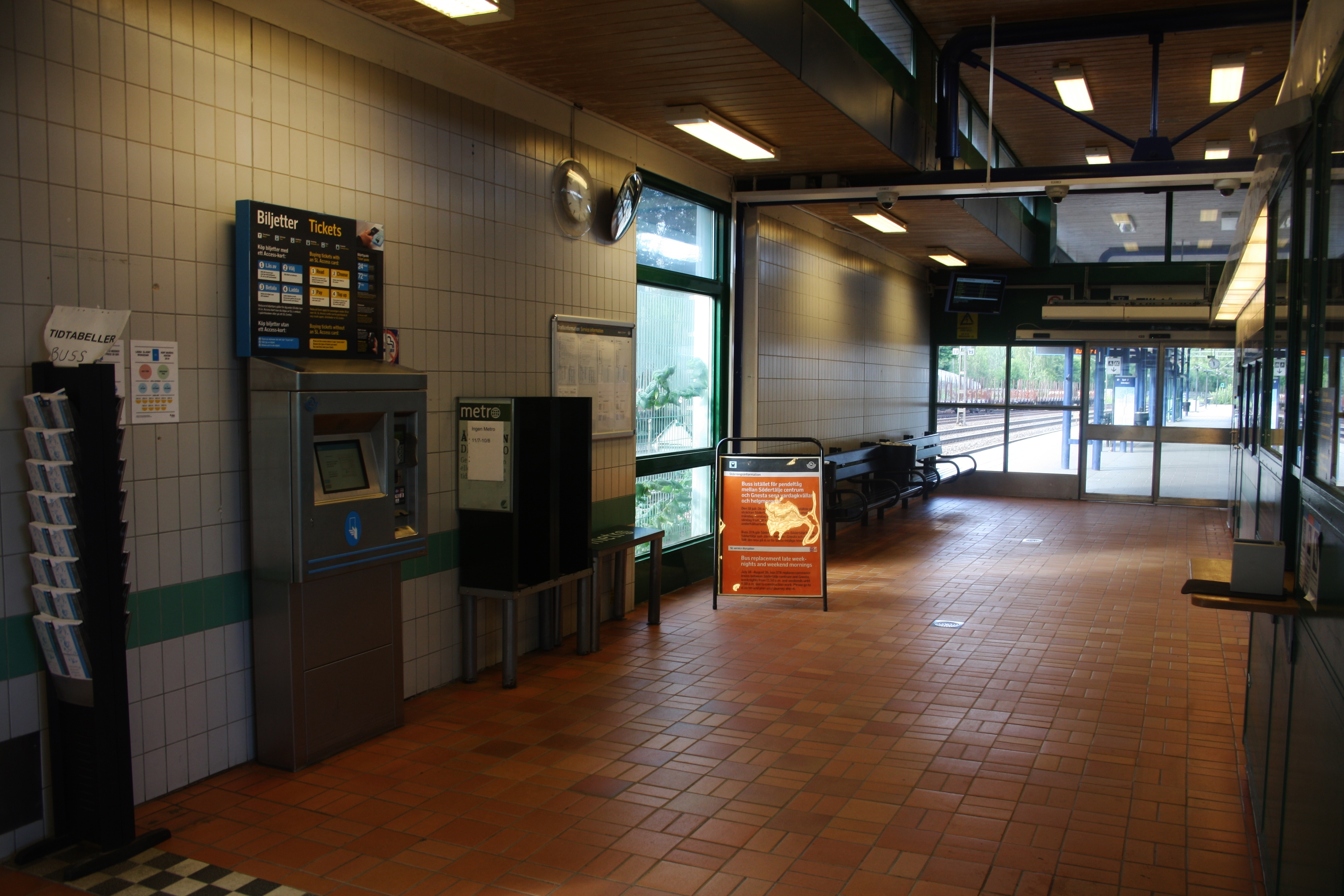
De wachtkamer met kaartverkoop.

## Reizigersverkeer
Het station heeft een eilandperron met een wachtkamer die toegankelijk is via een voetgangerstunnel onder het spoor. Het wordt bediend door de pendeldienst tussen Gnesta en Södertälje centrum. Naast de perronsporen liggen aan weerszijden inhaalsporen voor treinen die niet stoppen in Järna. Aan de zuidoostkant ligt een busstation dat via een helling toegang heeft tot de voetgangerstunnel. Deze tunnel is aan de noordwestkant toegankelijk via een overdekte trap. Hier liggen ook twee kopsporen voor goederentreinen die vanuit het noordoosten berijdbaar zijn. Het station heeft ongeveer 900 instappers op een gemiddelde winterdag (2013).